# 会津比売神
会津比売命（かいづひめのみこと/あいづひめのみこと）は、長野県諏訪地方の民間伝承（諏訪信仰）の人物（女神）。

## 概要
会津比売神社では会津比売命と表記する。
「かいづ」の名称の由来は不明であるが、神社周辺の松代一帯は古来海津（かいづ）と呼ばれており、松代城も海津城と呼ばれていた。
『日本三代実録』にも見える式外社「會津比賣神」に比定される会津比売神社の祭神で、『松代町史』では建御名方神の子・諏訪大社|の御子で、初代科野国造の武五百建命（森将軍塚古墳の被葬者）の妻とされる。また伊津速比売神と同人とする説もある。しかし、「阿蘇」系図では武五百建命の妻を建御名方神の五世孫・会知早雄命の娘としており、会知早雄命は伊豆早雄命の四世孫となる。
一説に神陵は妻女山の頂上にある古墳とされ、山の名前の由来とされる。
866年（貞観八年六月一日）無位からいきなり従四位下を賜る。

## 系譜
会津比売神社では建御名方神の子出早雄命の娘とされ、初代科野国造の妻と伝えるが、建御名方神の孫・六老彦神の娘で、兄妹に鴨羽神と草奈井比売神がいるとする系図もある。
一方可毛羽神や草奈井比売神は建御名方神の子・伊豆速雄命の子とされ、箭津安賀多神（六老彦神）は兄とする説もある。

## 祀る神社
- 会津比売神社（長野県長野市松代町岩野）